# 博尔达尼
博尔达尼，是匈牙利琼格拉德州所辖的一个村。总面积36.48平方公里，总人口3230，人口密度88.5人/平方公里（2011年1月1日）。